# Miktoniscus ohioensis
Miktoniscus ohioensis là một loài chân đều trong họ Trichoniscidae. Loài này được Muchmore miêu tả khoa học năm 1964.